# Philipp xứ Schwaben

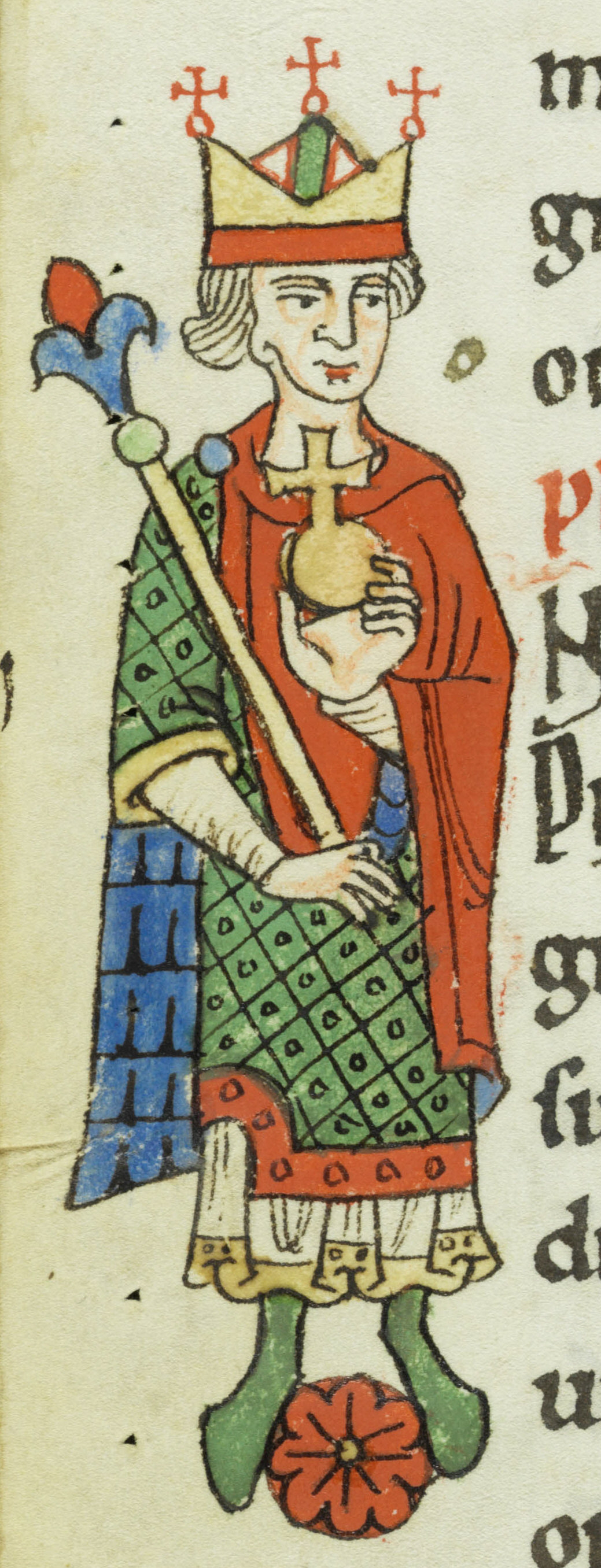
Tranh Trung Cổ vẽ Philipp xứ Schwaben, khoảng 1200.

Philipp xứ Schwaben (1177 – 21 tháng 6, 1208) là vua Đức đồng thời là công tước Schwaben, là kẻ thù của Hoàng đế Otto IV.

## Hậu duệ
Philipp xứ Schwaben đã cưới Irene Angelina, con gái của Isaac II Angelus vào ngày 25 tháng 5 năm 1197. Họ có những người con:
- Beatrix xứ Schwaben (1198-1212), cưới Otto IV
- Kunigunde xứ Schwaben (1200-1248), cưới vua Václav I của Bohemia
- Marie xứ Schwaben (1201-1235), cưới Henri II de Brabant.
- Elisabeth xứ Schwaben (1203-1235), cưới vua Fernando III của Castilla.